# ایدا ویلز گارساید
ایدا ویلز گارساید (انگلیسی: Ada Wills Garside; ۱۸ فوریهٔ ۱۸۷۰ – ۷ مارس ۱۹۵۰) یک عکاس آمریکایی بود که به خاطر عکاسی‌اش در قلمرو اکلاهما و بعدا اکلاهما شهرت داشت. او از بومیان آمریکا، مدرسه سرخپوستان چیلوکو و خورشید گرفتگی ۲۸ مه ۱۹۰۰ عکاسی کرد.

## زندگی‌نامه
ایدا ویلز گارساید در ۱۸ فوریه ۱۸۷۰ در شهرستان براون، اوهایو متولد شد. پدر و مادرش توماس ویلز و الیزابت موریس بودند. در سال ۱۸۷۵، خانواده او به آیووا نقل مکان کردند و او در ۲۴ دسامبر ۱۸۹۰ با هنری ال. گارساید ازدواج کرد. او در سال ۱۸۹۵ به ویلیسکا، آیووا، در سال ۱۸۹۷ به استن‌بری، میزوری نقل مکان کرد و سرانجام در سال ۱۸۹۹ در نیوکیرک، قلمرو اکلاهما ساکن شد.

## عکاسی و آثارش
تا سال ۱۸۹۷، گارساید عکاسی را آغاز کرده بود و به عنوان یک عکاس حرفه‌ای کار می‌کرد. پس از نقل مکان به اکلاهاما، او در کنار پیشگامان دیگری مانند اما آلفردا وایت کلمن و آنت راس هیوم به یکی از اولین عکاسان این منطقه تبدیل شد. کسب‌وکار عکاسی او یکی از کامل‌ترین کسب‌وکارها در قلمرو اکلاهما بود، که ده‌ها عکس از ۲۵ سنت تا ۱۲ دلار می‌گرفت و حتی دوربین‌های کداک را اجاره می‌داد. او در طول کار خود از بومیان آمریکا، مدرسه سرخپوستان چیلوکو و خورشید گرفتگی ۲۸ مه ۱۹۰۰ عکاسی کرد.

## درگذشت
شوهر گارساید، هنری، در ۷ اکتبر ۱۹۲۸ درگذشت. برای مدتی او معلم مدرسه ساندی در نیوکرک بود. گارساید در ۷ مارس ۱۹۵۰ در نیوکرک، اکلاهما، جایی که به خاک سپرده شد، درگذشت.